# Nesher
Nesher (tiếng Hebrew: נשר, tiếng Ả Rập: نيشر) là một thành phố Israel. Thành phố thuộc quận Haifa. Thành phố có diện tích 12,79 km2, dân số năm 2009 là 23.600 người.